# Giral
Giral (Chiral en aragonés), es un despoblado español del municipio de Fiscal, comarca del Sobrarbe, provincia de Huesca, Aragón.

## Geografía
Se encuentra a 905 m s. n. m., dentro del valle de Solana.

### Urbanismo
Núcleo formado por una calle única, llamada San Ramón, que acaba en una plazoleta donde se encontraba la iglesia y escuela.

## Historia
Es mencionado por primera vez en 1250; en el que el rey Jaime I cede a Bertrán de Ahonés la Honor de la Solana, que incluía el núcleo de Giral. En el fogaje de 1646 se documentan 5 fuegos.
Perteneció al municipio de Burgasé hasta 1967, cuando fue anexado al de Fiscal.

## Patrimonio

### Iglesia de la Asunción
Obra del s. xvi, de arquitectura popular. Formada por una nave dividida en dos tramos de lunetos separados por fajones en el medio. Cabecera de medio cañón, al igual que las capillas. Bajo lo que es ahora el encalado de la bóveda de la cabecera, aparece primitiva que imita sillares en color gris. La entrada se encuentra en el muro S, en arco de medio punto con grandes dovelas. La casa de la abadía está adosada a los pies de la iglesia.

### Ermita de Santa Petronila
Edificio del que solo se conservan los arranques de los muros de una sala de planta rectangular. Se cree que fue similar a la de Santa Marina de Burgasé, mejor conservada.

## Fiestas locales
- Fiesta mayor, en honor a San Ramón, 31 de agosto.